# با ناز آشنا شوید
با ناز آشنا شوید (به انگلیسی: Meet Cute) یک فیلم آمریکایی کمدی عاشقانه محصول سال ۲۰۲۲ به کارگردانی الکس لمان با بازی کیلی کوئوکو و پیت دیویدسون است. این فیلم به صورت دیجیتالی در ۲۱ سپتامبر ۲۰۲۲ در طاووس منتشر شد و نظرات متفاوتی از منتقدان دریافت کرد.

## طرح
شیلا ساکن منهتن یک شب در یک بار با گری، مردی فروتن که تماشای فیلم را به ورزش ترجیح می‌دهد، برخورد می‌کند. آنها به یک قرار می‌روند و قبل از اینکه شب تمام شود، بر سر طعم مشابه خود در نوشیدنی‌ها و دوران کودکی قرار می‌گیرند. در طول تاریخ، شیلا به او می‌گوید که ماشین زمان جون را در یک سالن ناخن کشف کرده است و هفت شب گذشته از آن برای زنده کردن همان شب استفاده کرده است. آنها قرار را با شرایط خوب به پایان می‌رسانند و او به او می‌گوید که روز بعد دوباره او را خواهد دید.
شیلا طی یک ماه بازنشانی‌ها فاش می‌کند که از همان روزی که قصد داشت خودکشی کند، از سفر در زمان استفاده کرد. در طول اولین تنظیم مجدد، او و گری در یک بار ملاقات کردند و قرار ملاقات خوبی داشتند. شیلا که برای اولین بار پس از مدت‌ها احساس خوشبختی کرده است، به تنظیم مجدد روز و احیای تاریخ ادامه می‌دهد. شیلا چندین بار در تاریخ‌ها فاش می‌کند که وقتی جوان بود، مرد کابلی که به خانه‌اش آمده بود با او رفتار خوبی داشت که به او چسبیده بود، اما او نمی‌داند چرا این موضوع را مطرح می‌کند. پس از حدود پنج ماه، ایستادن در نقطه ای که قصد داشت از پل منهتن بپرد، اعتراف می‌کند که عاشق گری است و همین امر او را تا حد ترک قرار ملاقات عصبی می‌کند.
پس از تنظیم مجدد ۳۶۴، یکنواختی همان تاریخ به شیلا می‌رسد. او تصمیم می‌گیرد از ماشین زمان استفاده کند تا با رفتن به عقب‌تر و تغییر گری، تاریخ آنها را تندتر کند. در اولین سالگرد تنظیم مجدد، گری دیگر علاقه ای به فیلم ندارد و اکنون یک تاجر قاطع و موفق است. متأسفانه، شیلا فاش می‌کند که با بازی در نقش «عمو چارلی»، همسایه جدید دوران کودکی گری که با او بازی می‌کرد و او را به ورزش علاقه‌مند کرد، و همچنین «حذف» یک زوج، زندگی او را دستکاری کرد. افراد منفی در زندگی گری گری این خبر را با مهربانی نمی‌پذیرد و آن دو با شرایط بدی به پایان می‌رسند.
اگرچه شیلا برای بازگرداندن ویرایش‌های خود در زندگی گری بازمی‌گردد، اما او قبلاً دیده شده را تجربه می‌کند و موفق می‌شود که آن دو واقعاً چندین بار این تاریخ را تجربه کرده‌اند. گری ناراحت، از دانشی که از تاریخ آنها به دست آورده است، یعنی مکان ژوئن و ماشین زمان و جایی که شیلا قبلاً زندگی می‌کرد، استفاده می‌کند تا سعی کند شیلا را از خودکشی نجات دهد، چیزی که او را نیز نسبت به خود وسواس کرده بود. فاش می‌شود که گری مرد کابلی است که در جوانی با او مهربان بود و زندگی او را بدون تغییر رها کرد.
شیلا که تصمیم می‌گیرد دوباره زندگی کردن در همان روز دیگر او را خوشحال نمی‌کند، می‌رود تا خودکشی کند، جون متوجه این موضوع می‌شود و وقتی گری از گذشته برمی گردد به او اطلاع می‌دهد. او موفق می‌شود به شیلا برسد و به او می‌گوید که دستگاه او را به جلو فرستاده است، که او خودکشی نکرده است و آنها دوباره «فردا» ملاقات کردند. از او دور می‌شود. این دروغ جواب می‌دهد و او را از روی پل تعقیب می‌کند. با طلوع خورشید در فردا، این دو به یک روز جدید برای قرار خود ادامه می‌دهند.

## بازیگران
- کیلی کوئوکو در نقش شیلا
- پیت دیویدسون در نقش گری
- دبورا اس. کریگ در نقش ژوئن

علاوه بر این، کوین کوریگان فیل ساقی را به تصویر می‌کشد، راک کوهلی آمیت پیشخدمت و هاری نف چای بستنی فروش را به تصویر می‌کشد. هر سه در  مونتاژ میانی تغییرات صحنه زمان صفحه نمایش را افزایش داده‌اند.

## تولید
در ژوئن ۲۰۲۱، اعلام شد که کیلی کوئوکو و پیت دیویدسون نقش‌های اصلی یک فیلم کمدی رمانتیک را بازی خواهند کرد.همچنین اعلام شد که این فیلم را الکس لمان کارگردانی خواهد کرد. فیلمنامه این فیلم که توسط نوگا پنولی نوشته شده است، در سال ۲۰۱۸ در فهرست سیاه (بررسی) قرار گرفت که بهترین فیلمنامه‌های تولید نشده سال را گردآوری می‌کند.
این فیلم توسط آکیوا گلدزمن، گریگوری لسانز و راشل رزنیک برای رسانه  تصاویر جاده علف هرز و سانتوش گووینداراجو و دن ریردون برای رسانه همگرا تهیه شده است.

### فیلمبرداری
عکاسی اصلی در اوت ۲۰۲۱ در شهر نیویورک آغاز شد. در ۲۷ آگوست ۲۰۲۱، کوکو اعلام کرد که فیلمبرداری به پایان رسیده است.